# Lepidonotus spinosus
Lepidonotus spinosus är en ringmaskart som beskrevs av Sylvanus Charles Thorp Hanley och Burke 1991. Lepidonotus spinosus ingår i släktet Lepidonotus och familjen Polynoidae. Inga underarter finns listade i Catalogue of Life.